# Lupinus pallidus
Lupinus pallidus är en ärtväxtart som beskrevs av Townshend Stith Brandegee. Lupinus pallidus ingår i släktet lupiner, och familjen ärtväxter. Inga underarter finns listade i Catalogue of Life.